# Цветак зановетак
Цветак зановетак е първият албум на Цеца, издаден през 1988 година от ПГП РТБ. Съдържа 9 песни.

## Песни
1. Цветак зановетак
2. Желим те у младости
3. Ђачки споменари
4. Велико срце
5. Куда журиш
6. Очима те пијем
7. Детелина са четири листа
8. Ето, ето прође лето
9. Ја тебе хоћу (дует с Люба Лукич)

Музика на песни 1,6,7 – Добривойе Иванкович, музика на песни 5,6,9 – Бранислав Джорджевич, музика на песни 2,4,8 – Мирко Кодич. Текстове на песни 1 – Боро Майданац, 2 – Борис Мачешич, 3 – Мила Янкович, текст на песен 4 – Радмила Мудринич, текст на песен 5 – Миодраг Ж. Илич, текст на песен 6 – Стевица Спасич, текстове на песни 7 – Добрица Ерич, 8 – Божидар Милойкович, 9 – Весна Петкович. Аланжимент на всички песни – Бранислав Джорджевич, Мирко Кодич.